# Lobiancopora hyalina
Lobiancopora hyalina är en mossdjursart som beskrevs av Pergens 1889. Lobiancopora hyalina ingår i släktet Lobiancopora och familjen Alcyonidiidae. Inga underarter finns listade i Catalogue of Life.